# Аба Балошер
Аба Балошер (1873, Свір, Віленська губернія, Російська імперія — 27 березня 1944, Освенцим) — єврейський письменник, журналіст, видавець. Діяч сіоністського руху.

## Біографія
Навчався в Слобідській і Воложинській єшивах. Був партнером і редактором видавництва «Тушія» (спільно з Бен-Авігдором), яке відіграло значну роль у розвитку єврейської літератури. З 1902 — редактор-видавець «Ковенського Довідкового Листка». Брав участь в діяльності 9-го Сіоністського конгресу в Гамбурзі (1909).
Під час Першої світової війни перебував в Харкові, де працював в «Єкоп» (Єврейському комітеті допомоги жертвам війни). Також був секретарем єврейської громади Харкова. Після війни повернувся в Ковно, був серед засновників Історико-етнографічного товариства (голова в 1939—1940). Співпрацював з журналом «Ді ідиші Штим».
На початку німецько-радянської війни, після вторгнення нацистів до Литви був відправлений у Каунаське гетто. У 1944 був відправлений у Дахау, а восени — в Аушвіц, де загинув.